# 私と彼とおしゃべりクルマ
『私と彼とおしゃべりクルマ』（わたしとかれとおしゃべりクルマ）は、日本のテレビドラマ。2012年9月22日・29日に、2週連続スペシャルとしてフジテレビ系列にて放送された。主演はバカリズム、桜庭ななみ。

## あらすじ
小さな出版社で働く契約社員近野遥香は、将来に希望を見いだせず、消極的になっていた。誕生日を一人ぼっちで過ごそうとしたとき、彼女の乗っていた車（サンドベージュの日産・ラシーン）が突如しゃべりだした。
当初、遥香は口うるさく喋る車の存在を受け入れられず衝突ばかりを繰り返していたが、やがてその車の存在により彼女の日常は変わっていくこととなった。

## キャスト
- 近野遥香：桜庭ななみ
- 田所優作：バカリズム
- 編集部員・大貫：吉田敬（ブラックマヨネーズ）
- 編集部員・中野：品川祐（品川庄司）
- 編集部員・小出：今野浩喜（キングオブコメディ）
- 路上ミュージシャン：AMEMIYA
- 東條恵介：柳下大
- 長谷川輝城：敦士
- 三枝君大：安田顕（TEAM NACS）
- クルマの声/青年：田中圭[1]

## スタッフ
- 脚本：坪田文
- プロデュース：石井浩二、岩田祐二
- 演出：谷村政樹

- 制作：フジテレビジョン